# Parankylopteryx multipunctata
Parankylopteryx multipunctata là một loài côn trùng trong họ Chrysopidae thuộc bộ Neuroptera. Loài này được Fraser miêu tả năm 1951.